# Lee Evans (football)
Pour les articles homonymes, voir Evans et Lee Evans.
Lee Evans, né le 24 juillet 1994 à Newport, est un footballeur international gallois qui évolue au poste de milieu de terrain au Blackpool FC.

## Biographie

### Carrière en club
Le 13 janvier 2013, il rejoint le club des Wolverhampton Wanderers.
Le 10 janvier 2018, il rejoint Sheffield United.
Le 10 août 2018, il est prêté pour une saison à Wigan Athletic. Le 1er janvier 2019, Evans s'engage définitivement avec celui-ci.
Le 4 juin 2021, il rejoint Ipswich Town.
Le 1er mars 2024, il rejoint Portsmouth après avoir convenu de la résiliation mutuelle de son contrat avec Ipswich. Son nouveau coach, John Mousinho, le présente comme « un footballeur extrêmement expérimenté et à l'aise avec le ballon aux pieds, mais aussi avec une présence physique au milieu du terrain. »
Arrivé blessé à Portsmouth, Evans joue ses premières minutes après être rentré à la 63e minute à la place d'Owen Moxon lors de la victoire 1-3 contre Wycombe.
Le 1er mai 2024, Portsmouth dans sa liste annuel de revue d'effectif, déclare qu'il est libéré cet été, à l'expiration de son contrat.

### Carrière en sélection
Lee Evans porte le maillot des espoirs à treize reprises, inscrivant deux buts. Le 14 novembre 2017, il honore sa première sélection avec l'équipe du pays de Galles lors d'un match amical face au Panama (1-1).

## Palmarès

### En club
| Wolverhampton Wanderers (1)                                          | Ipswich Town                                                              | Portsmouth FC (1)                                                    |
| - Championnat d'Angleterre de troisième division : - Champion : 2014 | - Championnat d'Angleterre de troisième division : - Vice-champion : 2023 | - Championnat d'Angleterre de troisième division : - Champion : 2024 |